# Brian G. Hutton
Brian G. Hutton (Nova Iorque, 1935 — Los Angeles, 19 de agosto de 2014) foi um cineasta estadunidense.

## Filmografia parcial
- 1959 - The Big Fisherman
- 1968 - Sol Madrid
- 1968 - Where Eagles Dare
- 1970 - Kelly's Heroes
- 1980 - The First Deadly Sin